# Okręg Castelsarrasin
Okręg Castelsarrasin (fr. Arrondissement de Castelsarrasin) – okręg w południowo-zachodniej Francji. Populacja wynosi 76 400.

## Podział administracyjny
W skład okręgu wchodzą następujące kantony:
- Auvillar,
- Beaumont-de-Lomagne,
- Bourg-de-Visa,
- Castelsarrasin-1,
- Castelsarrasin-2,
- Lauzerte,
- Lavit,
- Moissac-1,
- Moissac-2,
- Montaigu-de-Quercy,
- Saint-Nicolas-de-la-Grave,
- Valence.